# Отрадокаменский сельский совет (Бериславский район)
Отрадокаменский сельский совет (укр. Одрадокам'янська сільська рада) — входит в состав
Бериславского района
Херсонской области
Украины.
Административный центр сельского совета находится в 
с. Отрадокаменка
.

## История
- 1932 — дата образования.

## Населённые пункты совета
- с. Отрадокаменка
- с. Николаевка